# Mixopsis bella
Mixopsis bella là một loài bướm đêm trong họ Geometridae.